# Xã Riverside, Quận Christian, Missouri
Xã Riverside (tiếng Anh: Riverside Township) là một xã thuộc quận Christian, tiểu bang Missouri, Hoa Kỳ. Năm 2010, dân số của xã này là 6.773 người.